# Cuvry-Graffiti

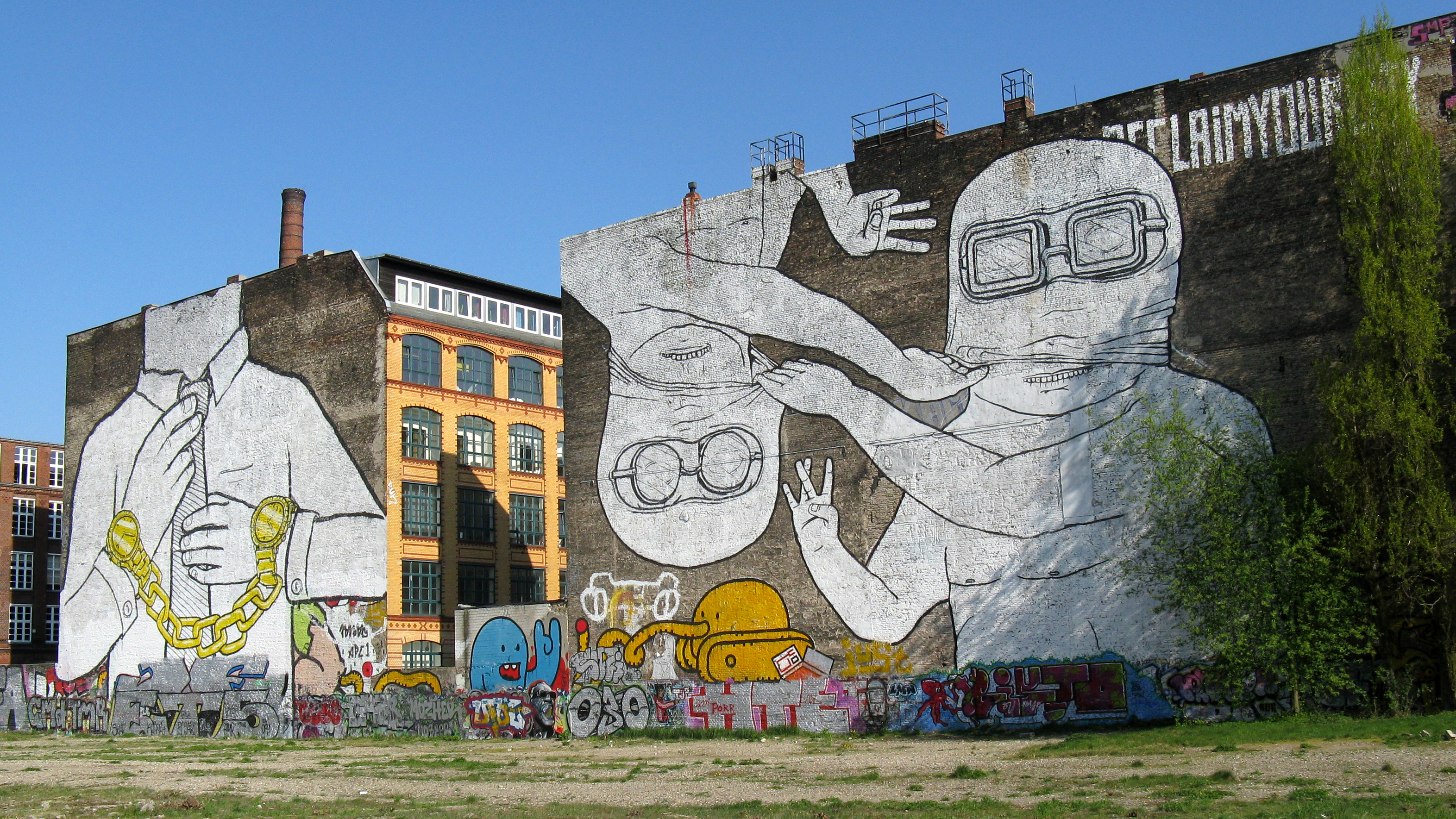
Die beiden Cuvry-Graffiti im Jahr 2009

Die Cuvry-Graffiti waren zwei großflächige Fassadenbilder des italienischen Street-Art-Künstlers Blu, die zu den bekanntesten Graffiti in Berlin gehörten. Sie befanden sich an zwei Brandwänden am Rand der ehemaligen sogenannten Cuvrybrache in Berlin-Kreuzberg. Das Dorf aus Zelten und Hütten auf der Brache hatte als „Berlins erster Slum“ regelmäßig für Schlagzeilen gesorgt, bis es im September 2014 nach einem Brand geräumt wurde. Weniger aus Protest gegen die vorgesehene Bebauung des Geländes durch einen neuen Investor, als vielmehr als Zeichen gegen die Stadtentwicklungspolitik und den Umgang Berlins mit der Kunst wurden die Graffiti im Dezember 2014 im Einvernehmen mit dem Künstler Blu mit schwarzer Farbe übermalt.

## Graffiti von Blu aus den Jahren 2007/2008

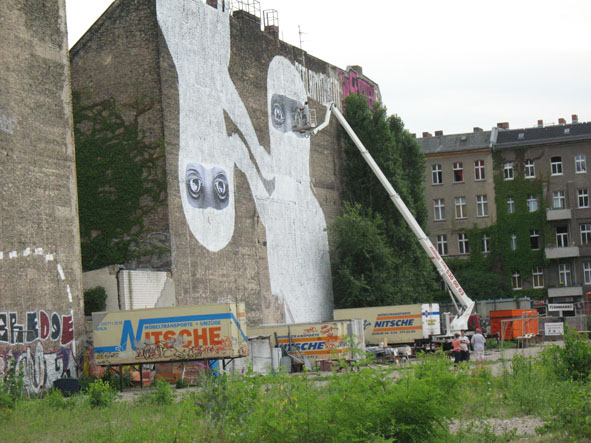
Das Graffito wird angebracht

Die beiden Graffiti des italienischen Street-Art-Künstlers Blu entstanden in den Jahren 2007/2008 und erstreckten sich über die Brandwände (fensterlose Seiten-Außenwände) von zwei Häuserblocks, die an die Brache angrenzen. Das erste Bild kreierte Blu im Sommer 2007 im Rahmen des „Planet Prozess“, eines Ausstellungsprojektes des Berliner Kunstvereins Artitude zur Street-Art. Beide Wandbilder zeigten weiße Figuren. Ein Bild stellte den kopflosen Oberkörper eines Mannes dar, der an den Handgelenken je eine goldene Uhr trug. Die Uhren waren als Handschellen gestaltet und mit einer goldenen Kette verbunden. Mit den gebundenen Händen richtete der Mann seine Krawatte.

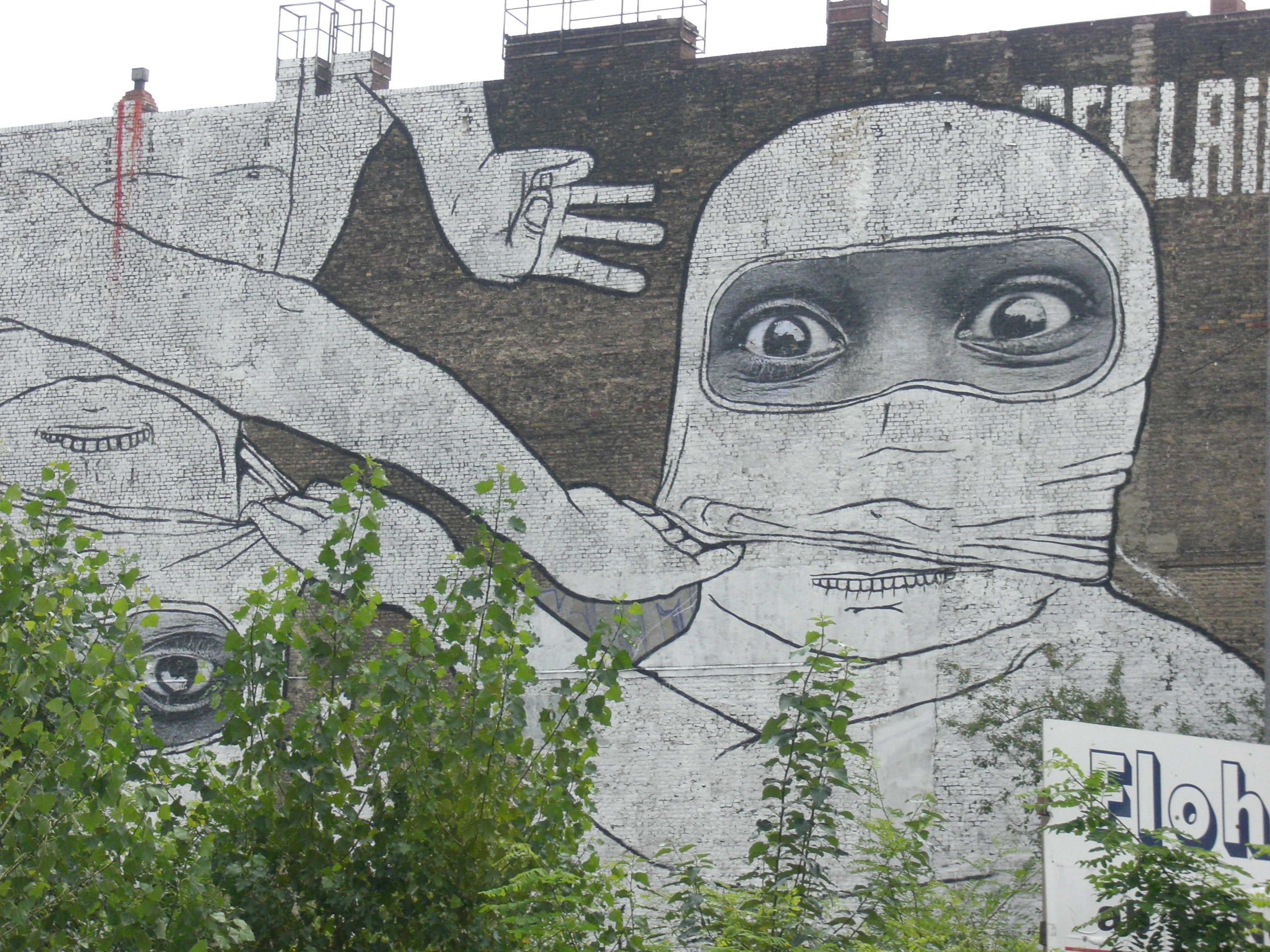
Das Maskenbild in der Ursprungsversion, noch ohne Tauchermasken, 2007

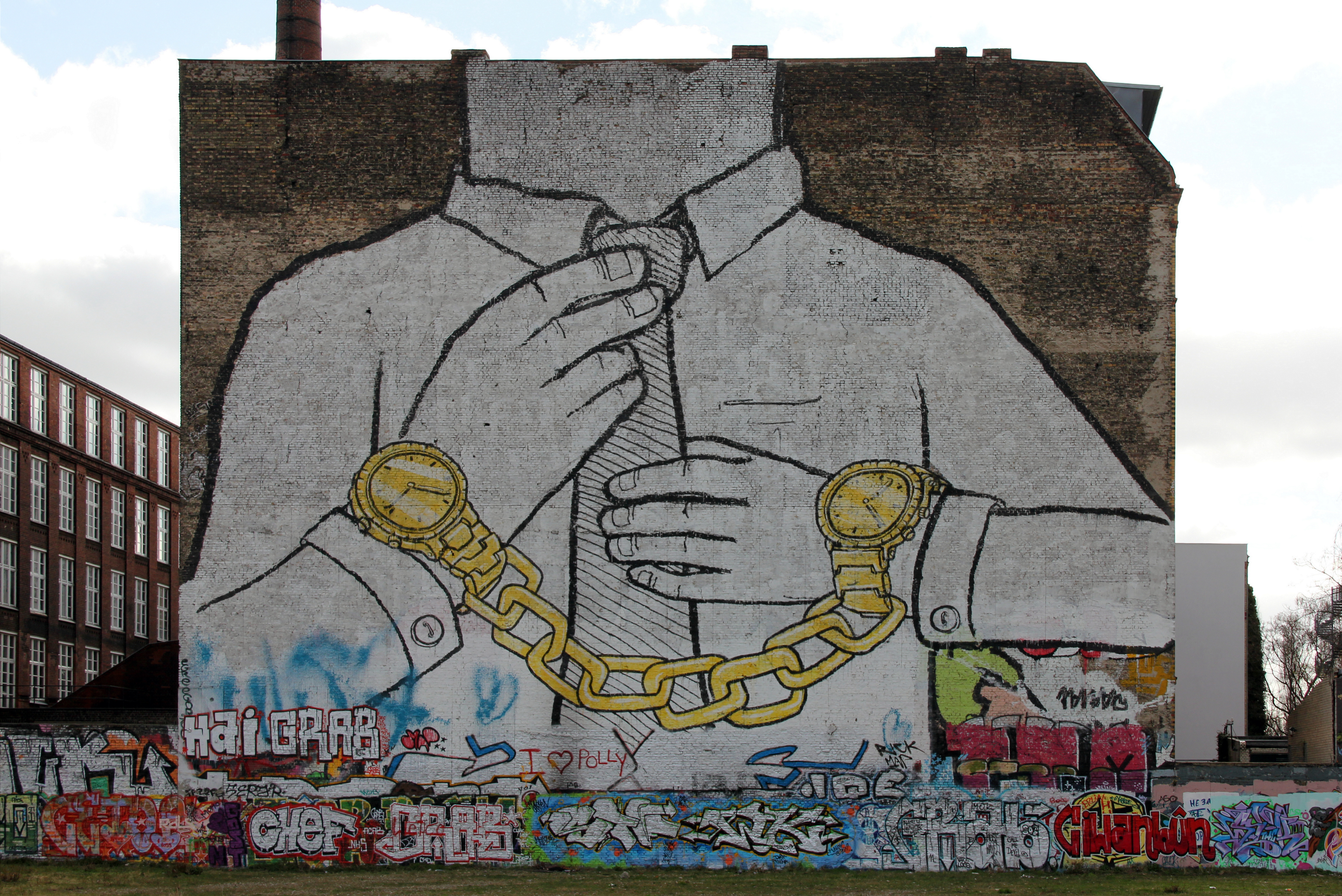
Der „Handschellenmann“, 2012

Das andere Graffiti zeigte zwei maskierte Figuren, eine auf dem Kopf stehend. Beide streckten die Hände aus und rissen sich gegenseitig die Masken von den Köpfen. Mit den Fingern der freien Hände formten die Figuren ein W und ein E – die US-Zeichen für Eastside und Westside, für Ost und West. Wenige Meter entfernt am Spreeufer verlief die Berliner Mauer. Entsprechend wertete die Süddeutsche Zeitung: Das Motiv, ein Statement zum Wandel der ehemals geteilten Stadt, ging um die Welt. Heute gilt das Bild als Symbol für Berlins Status als Hauptstadt der Street Art. Dieses Bild war ursprünglich ein Gemeinschaftswerk von Blu und dem französischen Street-Art-Künstler JR, bekannt für sein auch in Berlin vorhandenes Werk Die Falten der Stadt und Gewinner des mit 100.000 US-Dollar dotierten TED Prize 2011. JR hatte die schwarz umrandeten Augenpartien beigesteuert, die in der Ursprungsversion in den Gesichtsmasken offenlagen. Nachdem der Regen die Augen weitgehend abgewaschen hatte, ersetzte Blu sie mit den heute meist bekannten Tauchermasken. Den Slogan Reclaim Your City (Hol dir die Stadt zurück) über dem Bild, der auf der Hauswand bereits vorhanden war, ließen Blu und JR stehen. Der Slogan gilt weltweit als Ausdruck urbaner Protestbewegungen um Macht und Teilhabe am städtischen Raum.
Laut Spiegel Online wurden die Bilder Teil des Stadtbilds, Fotomotiv, Kult – und zum Symbol der Brache am Kreuzberger Spreeufer. In den letzten Jahren ihres Bestehens waren sie fester Bestandteil von Graffiti-Touren. Aus Sorge um den Bestand der Bilder nach der Planierung der Brache brachten Unterstützer in einer Online-Petition bis zum Dezember 2014 mehr als 7000 Unterschriften zusammen mit dem Ziel, die Bilder unter Denkmalschutz zu stellen.

## Übermalung im Dezember 2014
In der Nacht vom 11. auf den 12. Dezember 2014 rückten mehrere Männer mit zwei Hebebühnen und Farbrollen an und übermalten die Bilder mit schwarzer Farbe. Übrig blieb lediglich Your City aus dem Slogan Reclaim Your City und ein Stinkefinger, der später ebenfalls übermalt wurde. Zu der Aktion bekannte sich der Berliner Kulturwissenschaftler Lutz Henke, Mitgründer des Künstlervereins Artitude. Die Aktion solle an die Notwendigkeit erinnern, erschwingliche und lebendige Orte in der Stadt zu erhalten. Henke schrieb ferner: Sieben Jahre, nachdem die monumentalen Wandbilder entstanden sind, war es an der Zeit, dass sie verschwinden – wie die verblassende Ära Berlins, die sie repräsentierten.

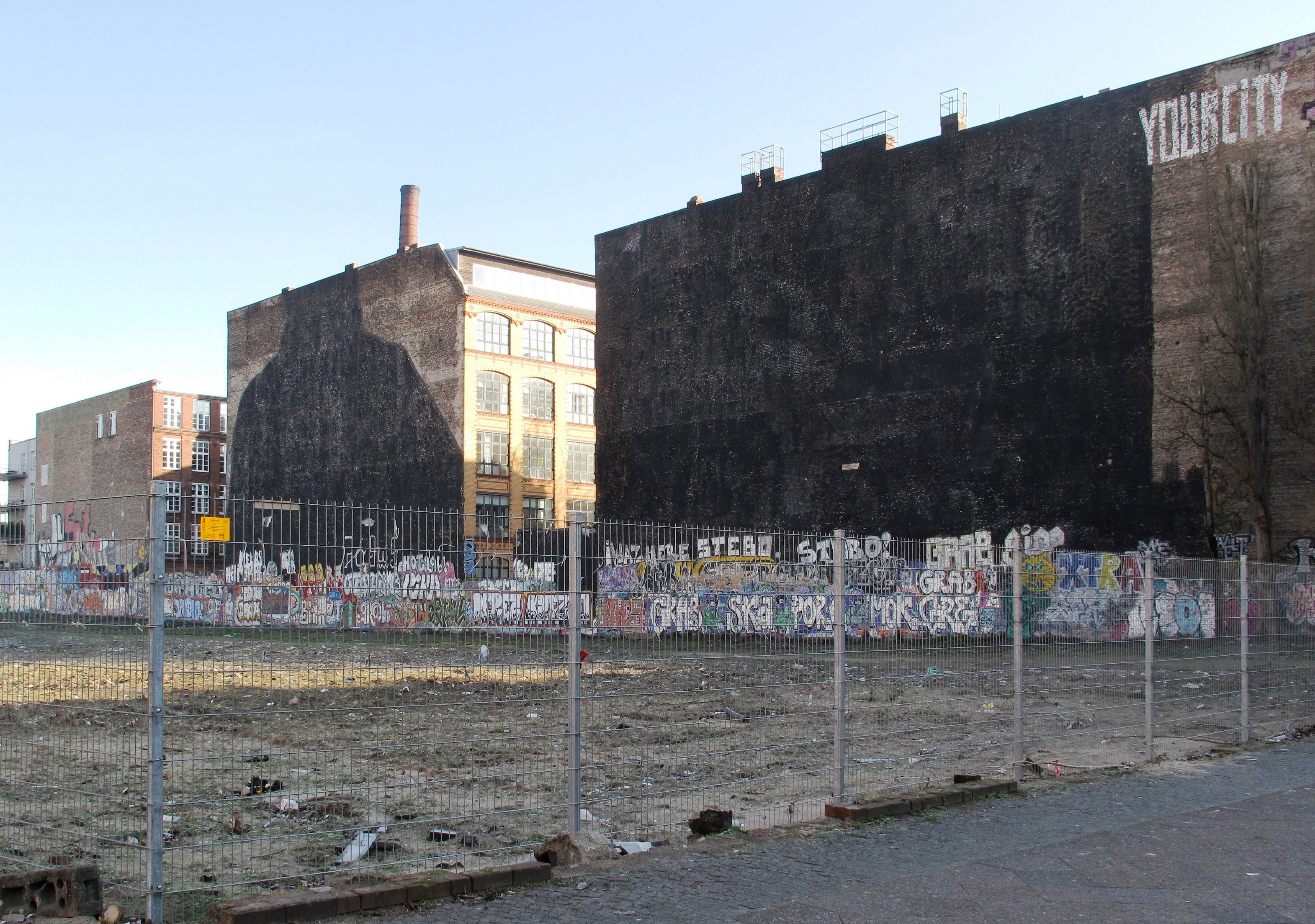
Die Fassaden nach der Übermalung – ironischer Rest: Your City aus dem Slogan Reclaim Your City

Die Übermalung erfolgte mit Blus Einverständnis. Nach Medienberichten hat Blu angeblich verhindern wollen, dass der Immobilieninvestor aus seinem Kunstwerk Kapital schlägt. Das Bild solle nicht dazu dienen, die Preise für die Wohnungen auf der Fläche in die Höhe zu treiben. Allerdings wollte Henke, der bereits an der Entstehung der Bilder 2007/2008 beteiligt war, die Aktion nicht nur auf den einzelnen Investor oder auf die Räumung der Cuvrybrache bezogen wissen. Sie sei vielmehr ein Signal gegen die misslungene Stadtentwicklung insgesamt und den Berliner Umgang mit der Kunst. An den schwarzen Mauern lasse sich eine Berliner Epoche gut erklären. In einem Interview teilte er mit:

„Es geht uns damit nicht nur um das Phänomen der Gentrifizierung – wir wollen bestimmt nicht populistisch schreien „Alles wird schlecht“, ohne uns mit den Prozessen auseinanderzusetzen. Es ist aber ein Symbol, an dem sich sehr viel illustrieren und zeigen lässt. […] Es gibt eine permanente Verwertung der Street Art – von Seiten der Stadt Berlin, von der Stadtvermarktung und der Kiezverwaltung zum Beispiel. Im Bereich der Street Art ist eine Industrie entstanden, die einer Verwertungslogik gehorcht; spätestens, seit es Street Art-Reiseführer gibt oder Graffiti und Street Art im Stadtmarketing aufgegangen sind. Dass wir uns nicht falsch verstehen: Diese Kunst ist da, um gesehen zu werden. Die Kunst aber einerseits zu verwerten, es aber andererseits politisch nicht zu schaffen, die Voraussetzungen für unabhängige Kunst in der Stadt zu erhalten und dafür zu sorgen, dass diese Kunst zukünftig Raum hat, ist widersinnig. Es sind ähnliche Phänomene, wie sie die Koalition Freie Szene auch erlebt: Wir tragen aktiv zum Mehrwert der Stadt bei, aber es kommt nichts zurück.“

Nach Henkes Darstellung soll die schwarze Wand auch kein Statement der Hilflosigkeit sein, wie es schon gedeutet worden sei. Sie sei im Gegenteil eine Demonstration für Handlungsfähigkeit. Gute Kunst oder gute Street Art zeichne sich ja auch dadurch aus, dass sie im Hinblick auf eine Situation funktioniere und nicht nur illustrativ sei. Noch vorhanden (Stand 2015) ist Blus fast benachbartes Wandbild Leviathan (auch Pink Man, Blus Backjump Mural) am Ende der Falckensteinstraße. Auf den nicht zu übersehenden, pinkfarbenen Riesen läuft man beim Verlassen der Oberbaumbrücke in Richtung Kreuzberg zu.